# Bernard ter Haar

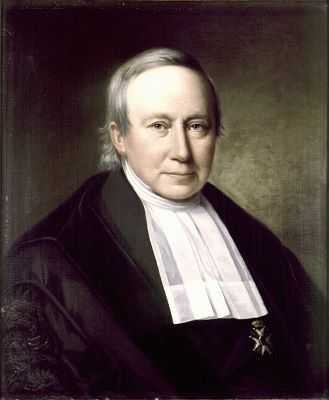
Bernard ter Haar

Bernard ter Haar (* 13. Juni 1806 in Amsterdam; † 19. November 1880 in Velp) war ein niederländischer reformierter Theologe, Kirchenhistoriker und Dichter.

## Leben
Bernard war der Sohn des Kaufmanns Barend ter Haar (* 23. Juni 1766 in Amsterdam; † 11. Juli 1828 ebenda) und dessen Frau Johanna Judith Hamming (* 12. September 1787 in Arnhem; † 29. November 1843 in Amsterdam). Nach dem Besuch der französischen- und ab dem zwölften Lebensjahr der Lateinschule in seiner Geburtsstadt, frequentierte ter Haar ab 1823 das dortige Athenaum Illustre. Nachdem er eine lateinische Preisfrage der Universität Groningen mit der Abhandlung Commentatio de Heraclidarum Incursionibus in Peloponesum earumque causis atque effectibus beantwortet hatte und dafür einen goldenen Ehrenpreis erhielt, immatrikulierte sich ter Haar am 8. Juni 1826 für das Studium der Theologie und Literaturwissenschaften an der Universität Leiden. Seine prägenden Lehrer wurden hier Johann Clarisse, Johannes van Voorst, Johannes Henricus van der Palm, Nicolaas Christiaan Kist und Wessel Albertus van Hengel. Im August 1829 erhielt er seine Zulassung als Pfarrer der reformierten Kirche der Niederlande.
Seine erste Pfarramtsstelle fand er in Emnes, wo er am 23. Mai 1830 mit einer Antrittspredigt über das Evangelium nach Johannes (Kapitel 12, Vers 50) das Amt übernahm. Fast drei Jahre hielt er sich dort auf und verabschiedete sich am 6. März 1833 von der dortigen Gemeinde mit einer Abschiedspredigt über den 2. Brief des Paulus an die Thessalonicher (Kap. 2, Vers 16 & 17). Am 17. März selbigen Jahres trat er in Vlaardingen ein Pfarramt mit der Antrittspredigt über das Evangelium nach Johannes (Kapitel 17, Vers 17) an. Zwei Jahre später am 10. Mai 1835 verabschiedete er sich aus dieser Gemeinde mit einer Predigt über den Brief des Paulus an Philemon (4, 1b) und fand in Arnhem eine neue Wirkungsstätte, wo er am 24. Mai 1835 seine Antrittspredigt zum Brief des Paulus an die Epheser (2, 20b) hielt. Er verließ die Arnhemer Stelle nach drei Jahren, denn bereits 1837 hatte er Rufe als Pfarrer nach Leiden und Dortrecht erhalten und hielt am 4. November 1838 die Abschiedspredigt über den 2. Brief des Paulus an die Korinther (13, 11).
Seine neue Aufgabe trat er am 18. November desselben Jahres in Leiden mit einer Predigt über 1. Brief des Paulus an die Korinther (1:2) an. Hier blieb er fast fünf Jahre, erhielt am 2. Februar 1839 das Ehrendoktorat der Theologie der Universität Leiden und verließ die Leidener Gemeinde am 16. Juli 1843 mit einer Predigt über den Brief des Paulus an die Epheser (3, 14-21). Sein letztes Pfarramt trat er am 2. August des Jahres mit der Einstiegspredigt über den 1. Brief des Paulus an die Korinther (3, 9c) an. Als 1853 das Kabinett Thorbecke I versuchte, Staat und Kirche zu trennen, sowie die Religionsfreiheit einführen wollte, formierte sich dagegen eine Bewegung. Die Vertreter dieser Bewegung wehrten sich dagegen, dass in dem calvinistisch geprägten Niederlanden eine Wiederherstellung der bischöflichen Hierarchie durch Papst Pius IX. realisiert werden sollte. Hierzu vertrat er am 15. April 1853 die Bewegung mit einer Rede vor dem König Wilhelm III. In der Folge wurde das Thorbecke Kabinett aufgelöst.
Am 2. März 1854 wurde er zum Professor für Kirchengeschichte und kirchliche Ethik an die Universität Utrecht berufen. Daher gab ter Haar am 11. Juni 1854 seine letzte Pfarrstelle mit einer Predigt über den 2. Brief des Paulus an Timotheus (2, 19) auf, hielt am 16. Juni des Jahres seine Antrittsrede De historiae eclesiasticae et theologiae moralis studio, his maxime, diebus arcte conjungendo und trat das ihm übertragene Amt am 23. Juni an. In seiner Eigenschaft als Utrechter Hochschullehrer beteiligte er sich auch an den organisatorischen Aufgaben der Hochschule und war 1859–1860 Rektor der Alma Mater. Als Kirchenhistoriker ist vor allem sein Werk Geschiedenis der Kerkhervorming in Tafereelen hervorzuheben, welches mehrere Auflagen erlebte. Auch als Dichter hat er sich einen Namen gemacht. Seine pastorale Poesie beschrieb plastisch visualisierend und zeigte eine leidenschaftliche Liebe zur Natur. Für heutige Leser wirkt sie jedoch langweilig und gelegentlich schrill. Sicherlich hatte seine Poetik eine gewisse erbauliche Wirkung für die Menschen seiner Zeit, zeigt aber auch eine gewisse konservative Naivität.
Haar wurde Mitglied der königlich niederländischen Akademie der Wissenschaften, der Gesellschaft niederländische Literatur in Leiden und Leiter der Gesellschaft zur Verteidigung des christlichen Gottesdienstes in Den Haag. 1849 wurde er Ritter des Ordens vom niederländischen Löwen, sowie 1876 Kommandeur derselben Auszeichnung und 1879 Kommandeur des Ordens der Eichenkrone. Am 17. Dezember 1874 nahm er Abschied von seinen Studenten und wurde am 1. Januar 1875 emeritiert.
Er zog in seinen letzten Lebensjahren nach Velp, wo sein Leichnam auf dem Friedhof Rozendaal beigesetzt wurde.

## Familie
Haar war zwei Mal verheiratet. Seine erste Ehe schloss er am 4. August 1830 in Den Haag mit Johanna Maria van Woudenberg (* 16. Februar 1806 in Culemborg; † 18. Dezember 1851 in Amsterdam), die Tochter des Pfarrers 1797 in Abcoude, Schoonderwoert, Amstelveen, Culemborg, Kampen und 1818 in Den Haag Hubertus van Woudenberg (* 12. Oktober 1772 in St. Maartensdijk; † 28. Januar 1829 in Den Haag) und dessen Frau Debora Catharina Schutstal (* um 1776; † 27. April 1832 in Den Haag). Seine zweite Ehe ging er am 16. November 1854 in Den Haag mit Helena Elisabeth Roering (* 4. Juni 1808 in Den Haag; † 8. März 1874 in Utrecht), die Witwe von Dirk Leendert Jonquiere, die Tochter des Gijsbertus Roering und der Elisabeth Martina van Esen (* um 1788; † 19. Januar 1838 in Den Haag) ein. Aus erster Ehe stammen Kinder. Von diesen kennt man:
- Barend ter Haar (* 28. September 1831 in Eemnes; † 27. April 1902 in Nijmegen) verh. I. 14. Dezember 1854 in Amsterdam mit Catharina Christina van Raalte (* 11. Juni 1831 in Amsterdam; † 18. November 1874 in Nijmegen) verh. II. 22. Dezember 1876 in Nijmegen mit Sara Catharina Louisa van Gulpen (* 11. Mai 1838 in Nijmegen; † 31. Oktober 1891 ebenda)
- Hubertus ter Haar (* 29. Juni 1833 in Vlaardingen; † 30. Juni 1892 in Nijmegen) Lehrer in Deventer und Amsterdam verh. 12. Juli 1866 in Amsterdam mit Pauline Adelaide la Cave (* 30. Juli 1838 in Amsterdam; † 13. Oktober 1911 in Nijmegen)
- Johanna Judith ter Haar (* 1. März 1835 in Vlaardingen; † 25. Juni 1906 in Nijmegen) verh. am 2. April 1857 in Utrecht mit dem Pfarrer Hendrik Willem Terpstra (* 15. März 1834 in Harderwijk; † 8. April 1864 in Zaandijk)
- Herman ter Haar (* 10. Juni 1836 Arnhem; † 12. Januar 1837 ebenda)

## Werke (Auswahl)
- De zelfopoffering. Met zilv. bekr. en gepl. in de werken v.h. Genootsch. ‘Tot Nut en Beschaving’. 1826. - November 1813 herdacht. Rotterdam 1831
- Vaderlandsche poëzy. Amsterdam 1833
- De Batavieren. Leeuwarden 1833
- De ondergang v. Jeruzalem. Rotterdam 1836
- De reis naar Java. Rotterdam 1837
- Johannes en Theagenes. Eene legende uit de Apostol. Eeuw. Arnhem 1838. 4. Aufl. 1856, (Online);
- Dichtregelen bij den dood v.d. Hoogl. J.H. van der Palm, na de bijwoning zijner plegtige uitvaart, den 12 Sept. 1840. Leiden 1840
- De Geschiedenis der Kerkhervorming in Tafereelen. Den Haag 1843; Amsterdam 1844; 1846 (Online); 1849; 1854; deutsch: Die Reformationsgeschichte in Schilderungen. 5. Aufl. Gotha 1856 (2. Bd. Online)
- Proeve van eene beantwoording der vraag: "Welken invloed heeft het Christendom gehad op de Poëzij? 1843 (Online)
- Huibert en Klaartje. Eene vertelling. Den Haag 1844 (Online), 3. Aufl. Haarlem 1858; und öfter, auch übersetzt in Friesisch und Ungarisch
- De St. Paulusrots. Amsterdam 1846, 3. Aufl. Amsterdam 1847 (Online)
- Gedichten van Bernard ter Haar. 3. Auflage Arnhem 1852 (Bd. 1 Online), 1857 (Online)
- De ware boven alles begeerlijke vrijheid, door Christus verkrijgbaar. Leerr. over Joh. VIII:36. Amsterdam 1848 (Online)
- Verzameling v. verspreide en onuitgegeven gedichten. Arnhem 1848, 1850, 1852
- Hollands Bloei in schoone Kunsten en Wetenschappen, bij het sluiten v.d. Munsterschen vrede twee eeuwen later beschouwd. Eene voorlezing. Leiden 1849 (Online)
- Zangen bij het vijf-en-twintigjarig bestaan van het Nederlandsche Genootschap: Tot zedelyke verbetering der Gevangenen. 1849 (Online)
- Zangen v. vroegeren leeftijd en Nieuwe gedichten. Arnhem 1851, 2. Bde.; 1857
- Woorden van troost en besturing in dagen van droefheid en rouw. Tiental Leerred. Amsterdam 1853 (Online); 1864
- Aanspraak aan Z.M. den Koning ... uitmakende de deputatie v.h. Protestantsch adres tegen de Bisschoppelijke Hiërarchie. Amsterdam 1853
- Leerredenen. Amsterdam 1853
- Proeve Chr. gezangen. Amsterdam 1854
- De onwrikbare vastheid v.h. Godsgebouw. Afsch. rede over 2 Tim. II:19, geh. te Amsterdam den 11 Juni 1854. Amsterdam 1854 (Online)
- De Historiae ecclesiasticae et Theologiae moralis studio, his nostris diebus archissime coniungendo. Oratio inauguralis. Utrecht 1854
- De Historia religionis Christianae indole, hodie nimium spretâ, haud sine gravissimo damna contemnendâ ac negligenda. Oratio rectoralis. Utrecht 1860 (Online)
- Noachs eerste offerhande na den zondvloed. Leerr. over Genes. VIII:20a uitgespr. na het wijken v.d. watervloed 17 Febr. 1861. Utrecht 1861
- Op het kerkhof te Rozendaal: bij het graf van den vroeg ontslapen dichter De Genestet Overleden 2. Juli 1861. 1861 (Online)
- Offergave-verzameling v. verspr. en onuitgeg. opstellen aan het gebied v. Kunst en Letteren ontleend. Eene bijdrage t.d. opbouw v.d. Kerk der Hervorming te Enschedé. Utrecht 1862 (Online)
- Van God onze hulpe. Leerr. over Ps. CXXI 1:2 ter godsd. open. v.h. Academiejaar. Utrecht 1864
- Wie was Jezus? Tiental Voorlez. over het ‘Leven v. Jezus’ door Ernest Renan, na de open. der Acad. lessen gehouden. Utrecht 1864 (Online), Ins deutsche übersetzt: Zehn Vorlesungen über Renan's Leben Jesu. H. Doermer. Gotha 1864
- Van God onze hulpe: leerrede over Psalm CXXI: vs. 1 en 2, ter godsdienstige Opening van het Akademiejaar. Amsterdam 1864 (Online)
- Opening der akademische Lessen gehouden. Utrecht 1864 (Online)
- Levensbericht v. J. Steenmeyer. Arnhem 1865 (mit R. Bennink Janssonius)
- Gedichten. Derde Verzamel. Arnhem 1866 (Online)
- De wachters op den morgen. Leerr. op den 350en gedenkdag der Kerkherv. over Ps. CXXX:6b uitgespr. op 3 Nov. 1867. Den Haag 1867
- De slotsom eener veeljarige Evang. bediening. Leerr. over I Tim. 1:5. Uitgespr. 22 Mei 1870 bij de gedacht. zijner veertigjar. Ev. dienst. Utrecht 1870
- Wijsheid en oorlogswapenen. Leerr. over Pred. IX: 18a, uitgespr. 25 Sept. 1870 ter godsd. opening v.h. Acad. jaar. Utrecht 1870
- De Historiographie der Kerkgeschiedenis. Utrecht 1870-1873, 2. Bde. (1. Bd. Online)
- Utrecht in 1672: eene historische voorlezing ter opening der academische lessen, gehouden. Utrecht 1872 (Online)
- Gedichten. Prachtuitg. geïll. d. Nederl. schilders. Arnhem und Den Haag 1872-1876
- Bedrogen hoop. Utrecht 1873
- Afscheidsrede uitgespr. bij zijn aftreden als hoogl. in de Godgeleerdh. te Utrecht den 17en Dec. 1874. Arnhem 1874.
- Kompleete gedichten. (Volksausgabe) Den Haag 1878-1879
- Laatste gedichten. Den Haag 1879